# Preserves Uncanned
Uncanned Preserves is een muziekalbum van de Britse band Strawbs. De opnamen dateren van voor dat zij met Sandy Denny Sandy Denny and Strawbs mochten opnemen. Een aantal songs zou (ander arrangement of niet) later op de eerste twee albums van de band terechtkomen, anderen kwamen terecht op Strawberry Music Sampler No. 1 en weer anderen verdwenen voorgoed in het archief. Het album was eerst uitgegeven als Compact cassette door een muziekblad op folkgebied Dirty Linen; later verkregen Strawbs zelf de rechten en brachten het zelf uit. Bitter sunshine wordt op de Compact cassette en compact disc nergens genoemd, maar staat er wel op.

## Musici
- Dave Cousins – zang, gitaar, banjo
- Tony Hooper - zang, gitaar
- Ron Chesterman – contrabas

## Composities

### CD1
1. Coal Creek March (Cousins)
2. Sail Away to the Sea (Cousins)
3. That Which Once Was Mine (Cousins)
4. How Everyone But Sam Was a Hypocrite (Cousins)
5. October to May (Cousins)
6. On My Way (Cousins)
7. All I Need is You (Cousins)
8. Josephine, For Better or for Worse (Cousins)
9. We'll Meet Again Sometime (Cousins) (cassette omdraaien)
10. Spanish is the Loving Tongue (traditional)
11. Handsome Molly (traditional)
12. Hard Times (Cousins)
13. How I Need You (Cousins)
14. The Man Who Called Himself Jesus (Cousins)
15. Pieces of 79 and 15 (Cousins, Hooper)
16. Following the Rainbow (Cousins)
17. Always on My Mind (Hooper)
18. Martin Luther King's Dream (Cousins)
19. Bitter Sunshine (Cousins)

### CD2
1. All the Little Ladies (Cousins, Hooper)
2. Just the Same in Every Way (Cousins)
3. Strawberry Picking (Cousins)
4. A Good Woman's Love (traditional)
5. The Battle (Cousins)
6. Jenny O'Brien (Cousins)
7. Sweetling (Hooper)
8. Flinthill Special (traditional)
9. The Blantyre Explosion (traditional)
10. Tell Me What You See in Me (Cousins)(Cassette omdraaien)
11. Or Am I Dreaming (Cousins)
12. I'll Show You Where to Sleep (Cousins)
13. And You Need Me (Cousins)
14. You Keep Going Your Way (Cousins)
15. Where is This Dream of Your Youth (Cousins)
16. Why (Cousins)
17. Lawrence Brown (Cousins)
18. Wild Strawberries (Cousins, Hooper)
19. Song to Alex (Cousins, Hooper)

## Bron
- (en) Preserves Uncanned Strawbsweb
- Cd-versie